# On Stage (альбом Rainbow)
On Stage — концертный альбом британско-американской группы Rainbow, выпущенный в 1977 году.  В 2023 году диск вошел в список «50 лучших концертных альбомов всех времён», составленный журналом Classic Rock.

## Об альбоме
В альбом вошли композиции, записанные во время концертов в Германии и Японии в ходе концертного тура в поддержку альбома Rising в 1976 году. Некоторые треки являют собой слияние версий песни с разных концертов. Кроме того, длительность композиций была откорректирована для того, чтобы уместить их на четыре стороны винилового издания.
В альбом включён эпизод из фильма «Волшебник страны Оз»: «Toto, I’ve a feeling we’re not in Kansas anymore. We must be over the rainbow!» («Тото, у меня чувство, что мы больше не в Канзасе. Мы, должно быть, за радугой.» — слова Дороти), открывавший концертные выступления группы.
Альбом открывает песня «Kill the King», которая позднее в студийном варианте будет издана в альбоме Long Live Rock ’n’ Roll. Второй концертный трек — попурри на основе песни «Man on the Silver Mountain». Электронный журнал Loudwire считает, что  одним из самых впечатляющих моментов «живого» сета группы стало это «блистательное выступление, включавшее в себя предвестник будущего трека Dio „Night People“».
Концертная работа Блэкмора во второй половине 70-х, как с Deep Purple, так и с Rainbow, часто включала в себя продолжительные импровизации; то, что в студии было пяти-шестиминутными песнями, растягивалось до 20 минут и более. «Живая» версия композиции «Mistreated» из эпохи Deep Purple Mark III — пример такой длинной импровизации. Как пишет газета The Guardian, «песня начинается с серии проходов Echoplex, выстраивающихся от шёпота до стены звука, прежде чем Блэкмор переходит к риффу. Затем, когда дело доходит до продолжительного соло в середине, вместо того, чтобы играть быстро и громко от начала до конца, он резко снижает темп, добавляя серию блюзовых и классических штрихов. Также примечательно то, как Дио берёт песню Ковердейла и делает её своей».

## Критика
Музыкальный критик Малкольм Доум в своей рецензии для журнала Metal Hammer пишет, что альбом On Stage представляет группу в безупречной форме на концертах в Германии и Японии. «Это один из величайших концертных альбомов хард-рока всех времён, он до сих пор звучит потрясающе», — пишет критик. «Слушать, как они летают в „Kill The King“, оживляют „Mistreated“ и зажигают „Sixteenth Century Greensleeves“, — это захватывающее зрелище».

## Список композиций
1. «Kill the King» (Ронни Джеймс Дио, Ричи Блэкмор, Кози Пауэлл) — 5:32
2. «Medley:
Man on the Silver Mountain (Дио, Блэкмор)
Blues (Блэкмор)
Starstruck (Дио, Блэкмор)» — 11:16
3. «Catch the Rainbow» (Дио, Блэкмор) — 15:35
4. «Mistreated» (Дэвид Ковердэйл, Блэкмор) — 13:03
5. «Sixteenth Century Greensleeves» (Дио, Блэкмор) — 7:36
6. «Still I’m Sad» (Пол Самвелл-Смит, Джим Маккарти) — 11:01

## Участники записи
- Ронни Джеймс Дио — вокал
- Ричи Блэкмор — гитара
- Тони Кэйри — клавишные
- Джимми Бэйн — бас-гитара
- Кози Пауэлл — ударные